# Tatsuya Itō
Tatsuya Itō (jap. 伊藤達哉, Itō Tatsuya; * 26. Juni 1997 in Taitō) ist ein japanischer Fußballspieler.

## Karriere

### Verein

#### Jugend in Japan und Hamburg
Itō entstammt der Jugend von Kashiwa Reysol und wechselte im Juli 2015 nach Deutschland in das Nachwuchsleistungszentrum des Hamburger SV. In der Saison 2015/16 kam er verletzungsbedingt nur zu sechs Einsätzen in der A-Jugend in der A-Junioren-Bundesliga, in denen er einen Treffer erzielte. Zur Saison 2016/17 rückte Itō aufgrund seines Alters in die zweite Herrenmannschaft auf. Er kam in dieser Spielzeit auf 19 Einsätze in der viertklassigen Regionalliga Nord, in denen er einen Treffer erzielte.

#### Profi beim Hamburger SV
Aufgrund vieler verletzungsbedingter Ausfälle trainierte Itō zu Beginn der Bundesliga-Saison 2017/18 mit der ersten Mannschaft von Markus Gisdol. Nachdem er bei der 0:3-Niederlage gegen Borussia Dortmund erstmals auf der Bank gesessen hatte, debütierte er am 24. September 2017 am darauffolgenden Spieltag bei der 0:3-Niederlage des HSV gegen Bayer 04 Leverkusen in der Bundesliga, als er in der 82. Spielminute für André Hahn eingewechselt wurde. Mit einer Größe von 163 cm ist Itō hinter Dieter Kurrat (162 cm) einer der kleinsten Spieler der Bundesligageschichte. Beim 0:0-Unentschieden gegen Werder Bremen eine Woche später gab er sein Startelfdebüt. Im Dezember 2017 erhielt Itō seinen ersten Profivertrag mit einer Laufzeit bis zum 30. Juni 2021. Nachdem im Januar Bernd Hollerbach die Mannschaft übernommen hatte, kam Itō in den sieben Spielen unter diesem nur zu einer Einwechslung und kam stattdessen einige Male in der zweiten Mannschaft von Christian Titz zum Einsatz. Nachdem Titz im März die Profimannschaft übernommen hatte, kam er wieder regelmäßig zum Einsatz und entwickelte sich in der Schlussphase der Saison zum Stammspieler. Unter Titz kam der HSV vor dem letzten Spieltag noch einmal auf 2 Punkte an den Relegationsplatz heran, stieg trotz eines Sieges am letzten Spieltag jedoch erstmals in die 2. Bundesliga ab. Durch seine guten Leistungen in den letzten Saisonspielen erhielt Itō, der in seinen Startelfeinsätzen unter Gisdol noch oft kurz nach der Halbzeitpause aufgrund von körperlichen Defiziten ausgewechselt werden musste, viel Lob. Insgesamt kam er in der Spielzeit auf 20 Bundesliga- (kein Tor) und neun Regionalligaeinsätze (kein Tor). Für seine Leistungen in der Rückrunde wurde Itō vom Kicker-Sportmagazin in der Rangliste des deutschen Fußballs für den Sommer 2018 auf der Position „Außenbahn offensiv“ im „Blickfeld“ geführt.
In der Saison 2018/19 konnte Itō seine Leistungen aus der Schlussphase der Vorsaison nicht bestätigen. Er kam unter Titz und dessen Nachfolger Hannes Wolf auf 14 Zweitligaeinsätze (kein Tor), von denen er in der Hälfte in der Startelf stand. Zudem kam Itō zu drei Einsätzen (kein Tor) in der zweiten Mannschaft in der viertklassigen Regionalliga Nord.

#### Wechsel nach Belgien
Wegen seiner Teilnahme an der Copa América 2019 verpasste Itō große Teile der Sommervorbereitung. Er kehrte Mitte Juli nach Hamburg zurück und wurde vom neuen Cheftrainer Dieter Hecking in die zweite Mannschaft versetzt. Nach einem Einsatz in der Regionalliga Nord wechselte Itō Ende August zum belgischen Erstligisten VV St. Truiden. Dort kam er in der Saison 2019/20, die aufgrund der COVID-19-Pandemie nach dem 29. Spieltag abgebrochen wurde, auf sieben Einsätze als Einwechselspieler. Auch in der Saison 2020/21 konnte sich der Japaner nicht durchsetzen und kam erneut auf sieben Einwechslungen. Zur Saison 2021/22 übernahm sein früherer HSV-Trainer Bernd Hollerbach die Mannschaft. Dem Japaner blieb mit vier Einwechslungen bis zur Winterpause jedoch erneut nur die Jokerrolle.

#### 1. FC Magdeburg
Ende Januar 2022 kehrte Itō nach Deutschland zurück und wechselte bis zum Ende der Saison 2021/22 auf Leihbasis zum Drittligisten 1. FC Magdeburg. Dort traf er mit Christian Titz, unter dem er 2018 Stammspieler in der Bundesliga gewesen war, auf einen weiteren seiner ehemaligen HSV-Trainer. Bis zum Saisonende kam der Japaner auf 16 Drittligaeinsätze (elfmal von Beginn), in denen er drei Tore erzielte. Der 1. FC Magdeburg stieg als Meister in die 2. Bundesliga auf und gewann den Sachsen-Anhalt-Pokal.
Die Leihe wurde daraufhin für die Saison 2022/23 verlängert. Ito kam in 33 Ligaspielen zum Einsatz, stand jedoch nur 7-mal in der Startelf. Dabei gelangen ihm 5 Tore. Die Mannschaft sicherte sich auf dem 11. Platz den Klassenerhalt. Vor der Saison 2023/24 wurde der Japaner schließlich fest verpflichtet. In der Winterpause der Saison 2024/2025 wurde bekannt gegeben, dass Tatsuya Itō den 1. FC Magdeburg verlässt und aus familiären Gründen in seine Heimat Japan zurückkehrt. Dort wird er für den Erstligisten Kawasaki Frontale spielen. Am 3. Mai 2025 stand er mit Frontale im Finale der AFC Champions League Elite. Hier musste man sich jedoch dem saudi-arabischen Vertreter al-Ahli mit 2:0 geschlagen geben.

### Nationalmannschaft
Im März 2018 war Itō einmal in der japanischen U-21-Auswahl aktiv. Im Juni 2019 nahm er mit der U22-Auswahl am Turnier von Toulon teil, bei dem er zu drei Einsätzen kam.
Im September 2018 stand er unter dem Trainer Hajime Moriyasu erstmals im Kader der A-Nationalmannschaft, kam beim 3:0-Sieg gegen Costa Rica im Rahmen des Kirin Cups jedoch nicht zum Einsatz. Im Juni 2019 war Itō Teil des Kaders für die Copa América 2019, an der die japanische Nationalmannschaft als Gast teilnahm. Japan schied in der Gruppenphase aus, in der er nicht zum Einsatz kam.

## Erfolge und Auszeichnungen
- Meister der 3. Liga und Aufstieg in die 2. Bundesliga: 2022
- Sachsen-Anhalt-Pokal-Sieger: 2022
- Bundesliga Rookie Award: April 2018

Kawasaki Frontale
- AFC Champions League Elite-Finalist: 2024/25